# Eretmapodites gilletti
Eretmapodites gilletti är en tvåvingeart som beskrevs av Someren 1949. Eretmapodites gilletti ingår i släktet Eretmapodites och familjen stickmyggor. Inga underarter finns listade i Catalogue of Life.